# S Goiás (S-15)
O S Goiás (S-15) foi um submarino da Classe Guanabara[carece de fontes?] adquirido em 1973 para a Força de Submarinos da Marinha do Brasil. Deu baixa no serviço ativo em 1990.
O navio serviu a Marinha dos Estados Unidos de 1946 a 1973 com o nome de USS Trumpetfish (SS-425).